# Boglári-vízfolyás
A Boglári-vízfolyás a Fejér vármegyében ered, mintegy 170 méteres tengerszint feletti magasságban. A patak forrásától kezdve délkeleti irányban halad, majd Alcsútdoboznál eléri a Váli-vizet.
A patakba torkollik a Vértesacsai-vízfolyás.

## Part menti települések
- Vértesboglár
- Alcsútdoboz